# 雲數貿
雲數貿，是中國大陸的一個傳銷組織，由宋密秋創立於2012年。2013年開始，中國大陸警方陸續調查雲數貿平台，宋密秋亦因此而出逃。待警方查封時，雲數貿已經吸納19萬餘人投資，涉案金額達1.6億人民幣。由於“雲數貿”平台知名，有許多新創立的傳銷組織亦使用“雲數貿”的名稱進行傳銷活動。

## 歷史
2012年，宋密秋創辦雲數貿。雲數貿宣稱“其掌控全球黃金、推動國家經濟”，以“兩單回本”的宣傳口號，要求參加者繳納不同數額的費用。參加者成為個人認證商戶、企業認證商戶或聯盟認證商戶後，會因發展下線人員數量情況而被雲數貿支付返利和獎金。憑藉此模式，雲數貿在短時間內發展了大批傳銷人員。2012年以來，天津、河北、內蒙古、湖南等多地公安機關立案查處雲數貿及其相關人員涉嫌組織、領導傳銷活動犯罪案件。湖南、廣西、重慶等地多人因雲數貿而獲刑。為逃避打擊，2013年，宋密秋偷渡出境。他在馬來西亞、泰國等地繼續建立傳銷平台，以「愛國、慈善、扶貧」為由吸引中國大陸人前往參與。雲數貿以前的領導者、組織者亦另創立新的傳銷組織。2014年，宋密秋因在泰國非法持有證件而被逮捕，之後移送到中國大陸。